# John Baptist Choi Deok-hong
John Baptist Choi Deok-hong (koreanisch: 최덕홍 요한; * 7. Juli 1902 in Taiku; † 14. Dezember 1954) war ein koreanischer römisch-katholischer Bischof und Apostolischer Vikar.

## Leben
Am 29. Mai 1926 wurde Choi zum Priester für das Apostolischer Vikariat Taiku geweiht. Pius XII. ernannte ihn am 9. Dezember 1948 zum Apostolischen Vikar von Taiku und Titularbischof von Anthedon. Am 30. Januar 1949 weihte Paul Marie Kinam Ro, Apostolischer Vikar von Bischof von Seoul, ihn unter Assistenz von Adrien-Jean Larribeau, ehemaliger Apostolischer Vikar von Seoul, und Jean-Germain Mousset, ehemaliger Apostolischer Vikar von Taiku, zum Bischof.
Sein Wahlspruch war Caritas et Omnia.